# Agathis orchestidis
Agathis orchestidis är en stekelart som först beskrevs av Camillo Rondani 1877.  Agathis orchestidis ingår i släktet Agathis och familjen bracksteklar. Inga underarter finns listade i Catalogue of Life.